# Forma indeterminada
En matemática, se llama forma indeterminada a una expresión algebraica que involucra límites del tipo:
- {\displaystyle 0\div 0}
- {\displaystyle {\infty }\div {\infty }}
- {\displaystyle 0\times \infty }
- {\displaystyle \infty -\infty }
- {\displaystyle 0^{0}}
- {\displaystyle 1^{\infty }}
- {\displaystyle \infty ^{0}}
- {\displaystyle {\sqrt[{0}]{1}}}
- {\displaystyle {\sqrt[{\infty }]{0}}}
- {\displaystyle {\sqrt[{\infty }]{\infty }}}
- {\displaystyle \log _{0}(0)}
- {\displaystyle \log _{\infty }(\infty )}
- {\displaystyle \log _{1}(1)}
- {\displaystyle \log _{\infty }(0)}
- {\displaystyle \log _{0}(\infty )}

Estas expresiones se encuentran con frecuencia dentro del contexto del límite de funciones y, menos generalmente, del cálculo infinitesimal y el análisis real.

## Interpretación
El hecho de que dos funciones f y g se acerquen ambas a cero cuando x tiende a algún punto de acumulación c no es información suficiente para evaluar el límite

{\displaystyle \lim _{x\to c}{\frac {f(x)}{g(x)}}}

Dicho límite puede converger a cualquier valor, puede converger a infinito o puede no existir, dependiendo de las funciones f y g.

## Cociente indeterminado

### La forma 0/0
Un ejemplo muy frecuente es la forma indeterminada del tipo 0/0. Cuando x se acerca a 0, las razones x/x3, x/x, y x2/x se van a {\displaystyle {\infty }}, 1, y 0 respectivamente. En cada caso, sin embargo, si los límites del numerador y del denominador se evalúan en la operación de división, el resultado es 0/0. De manera que, informalmente, 0/0 puede ser 0, {\displaystyle {\infty }} o incluso 1 y, de hecho, es posible construir otros ejemplos similares que converjan a cualquier valor particular. Por ello es que la expresión 0/0 se dice que es indeterminada. 
Ejemplos:
{\displaystyle \lim _{x\to 0}{\frac {\sin(x)}{x}}={\cfrac {0}{0}}}
{\displaystyle \lim _{x\to 0}{\frac {x^{2}}{x}}={\cfrac {0}{0}}}

### La forma∞{\displaystyle {\infty }}/∞{\displaystyle {\infty }}
Esta forma indeterminada se da en cocientes en los cuales, tanto el numerador como el denominador, tienen por límite {\displaystyle {\infty }}. En estos casos, no se puede aplicar ninguna regla operatoria, por lo que se dice que se está frente a una forma indeterminada del tipo {\displaystyle {\infty }}/{\displaystyle {\infty }}. Para resolver esta indeterminación pueden aplicarse métodos tales como factorización, derivación, el teorema del emparedado, entre otros.
Ejemplos:
{\displaystyle \lim _{x\to \infty }{\frac {e^{x}}{x}}={\frac {\infty }{\infty }}}
{\displaystyle \lim _{x\to \infty }{\frac {\sqrt {x}}{\ln(x)}}={\frac {\infty }{\infty }}}

## Producto indeterminado
La forma indeterminada 0 • {\displaystyle {\infty }}
{\displaystyle \lim _{x\to 0^{+}}x\cdot \ln x=0\cdot (-\infty )}
{\displaystyle \lim _{x\to {\frac {\pi }{2}}}\cos x\cdot \tan x=0\cdot \infty }

## Diferencia indeterminada
En los casos en que el límite de una diferencia es {\displaystyle {\infty }}, no se puede aplicar ninguna regla operatoria para límites, por lo que se dice que se está frente a una forma indeterminada del tipo {\displaystyle {\infty }}–{\displaystyle {\infty }}. Para resolver esta indeterminación pueden aplicarse métodos como la multiplicación por los polinomios conjugados.

## Potencia indeterminada
- La forma 00

{\displaystyle \lim _{x\to 0^{+}}x^{x}=\lim _{x\to 0^{+}}e^{\ln x^{x}}=\lim _{x\to 0^{+}}e^{x\ln x}=e^{\lim _{x\to 0^{+}}(x\ln x)}.}
- La forma {\displaystyle {\infty }}0
- La forma 1{\displaystyle {\infty }}

Ejemplo: el siguiente límite
{\displaystyle \lim _{x\to 0^{+}}x^{\left({\frac {3}{4+\ln x}}\right)}}, es de la forma {\displaystyle 0^{0}}; considerando
{\displaystyle y=x^{\left({\frac {3}{4+\ln x}}\right)}}
y tomando logaritmos en ambos miembros resulta
{\displaystyle \ln y={\frac {3}{4+\ln x}}\ln x} aplicando al segundo miembro la regla de l'Hôpital, se obtiene
{\displaystyle \ln y=3\cdot {\frac {1/x}{1/x}}=3} de manera que el límite sería
{\displaystyle \lim _{x\to 0^{+}}y=e^{3}}

## Tabla de formas indeterminadas
La siguiente tabla contiene las formas indeterminadas y las transformaciones bajo la regla de l'Hôpital. 
| Forma indeterminada                               | Condiciones                                                               | Transformación a 0/0                                                                            | Transformación a ∞/∞                                                                        |
| ------------------------------------------------- | ------------------------------------------------------------------------- | ----------------------------------------------------------------------------------------------- | ------------------------------------------------------------------------------------------- |
| {\displaystyle \qquad {\frac {0}{0}}}             | {\displaystyle \lim _{x\to c}f(x)=0,\ \lim _{x\to c}g(x)=0\!}             | —                                                                                               | {\displaystyle \lim _{x\to c}{\frac {f(x)}{g(x)}}=\lim _{x\to c}{\frac {1/g(x)}{1/f(x)}}\!} |
| {\displaystyle \qquad {\frac {\infty }{\infty }}} | {\displaystyle \lim _{x\to c}f(x)=\infty ,\ \lim _{x\to c}g(x)=\infty \!} | {\displaystyle \lim _{x\to c}{\frac {f(x)}{g(x)}}=\lim _{x\to c}{\frac {1/g(x)}{1/f(x)}}\!}     | —                                                                                           |
| {\displaystyle \qquad 0\cdot \infty }             | {\displaystyle \lim _{x\to c}f(x)=0,\ \lim _{x\to c}g(x)=\infty \!}       | {\displaystyle \lim _{x\to c}f(x)g(x)=\lim _{x\to c}{\frac {f(x)}{1/g(x)}}\!}                   | {\displaystyle \lim _{x\to c}f(x)g(x)=\lim _{x\to c}{\frac {g(x)}{1/f(x)}}\!}               |
| {\displaystyle \qquad 1^{\infty }}                | {\displaystyle \lim _{x\to c}f(x)=1,\ \lim _{x\to c}g(x)=\infty \!}       | {\displaystyle \lim _{x\to c}f(x)^{g(x)}=\exp \lim _{x\to c}{\frac {\ln f(x)}{1/g(x)}}\!}       | {\displaystyle \lim _{x\to c}f(x)^{g(x)}=\exp \lim _{x\to c}{\frac {g(x)}{1/\ln f(x)}}\!}   |
| {\displaystyle \qquad 0^{0}}                      | {\displaystyle \lim _{x\to c}f(x)=0^{+},\lim _{x\to c}g(x)=0\!}           | {\displaystyle \lim _{x\to c}f(x)^{g(x)}=\exp \lim _{x\to c}{\frac {g(x)}{1/\ln f(x)}}\!}       | {\displaystyle \lim _{x\to c}f(x)^{g(x)}=\exp \lim _{x\to c}{\frac {\ln f(x)}{1/g(x)}}\!}   |
| {\displaystyle \qquad \infty ^{0}}                | {\displaystyle \lim _{x\to c}f(x)=\infty ,\ \lim _{x\to c}g(x)=0\!}       | {\displaystyle \lim _{x\to c}f(x)^{g(x)}=\exp \lim _{x\to c}{\frac {g(x)}{1/\ln f(x)}}\!}       | {\displaystyle \lim _{x\to c}f(x)^{g(x)}=\exp \lim _{x\to c}{\frac {\ln f(x)}{1/g(x)}}\!}   |
| {\displaystyle \qquad \infty -\infty }            | {\displaystyle \lim _{x\to c}f(x)=\infty ,\ \lim _{x\to c}g(x)=\infty \!} | {\displaystyle \lim _{x\to c}(f(x)-g(x))=\lim _{x\to c}{\frac {1/g(x)-1/f(x)}{1/(f(x)g(x))}}\!} | {\displaystyle \lim _{x\to c}(f(x)-g(x))=\ln \lim _{x\to c}{\frac {e^{f(x)}}{e^{g(x)}}}\!}  |